# Ô nhiễm tiếng ồn

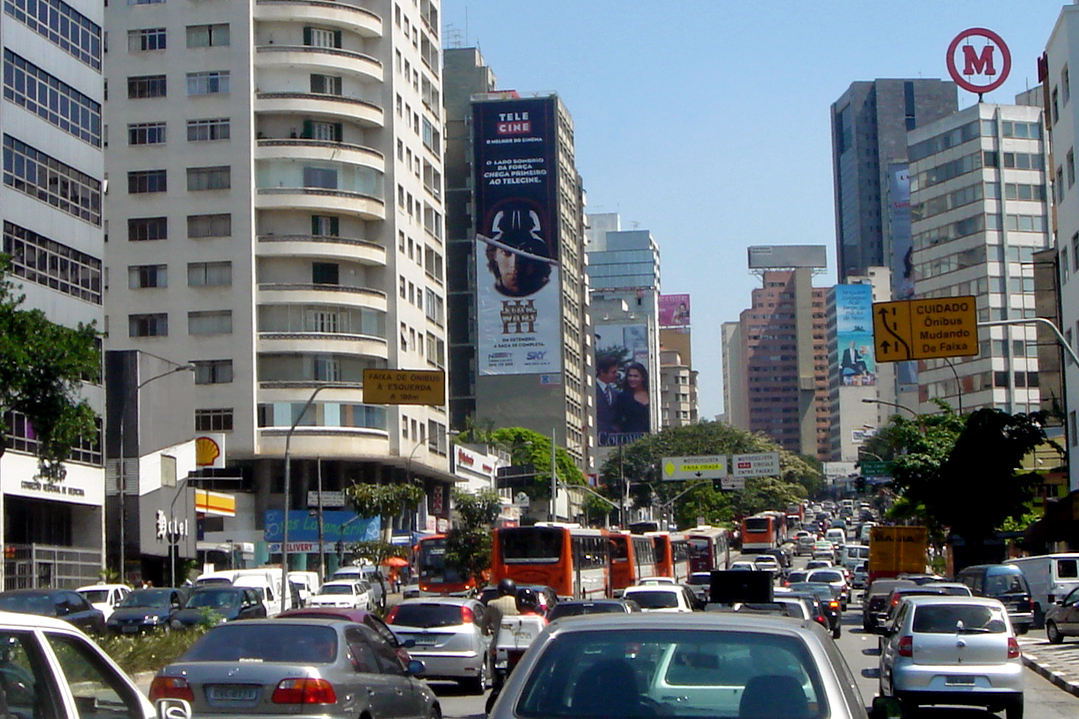
Giao thông là nguồn chính gây ô nhiễm tiếng ồn ở các thành phố.

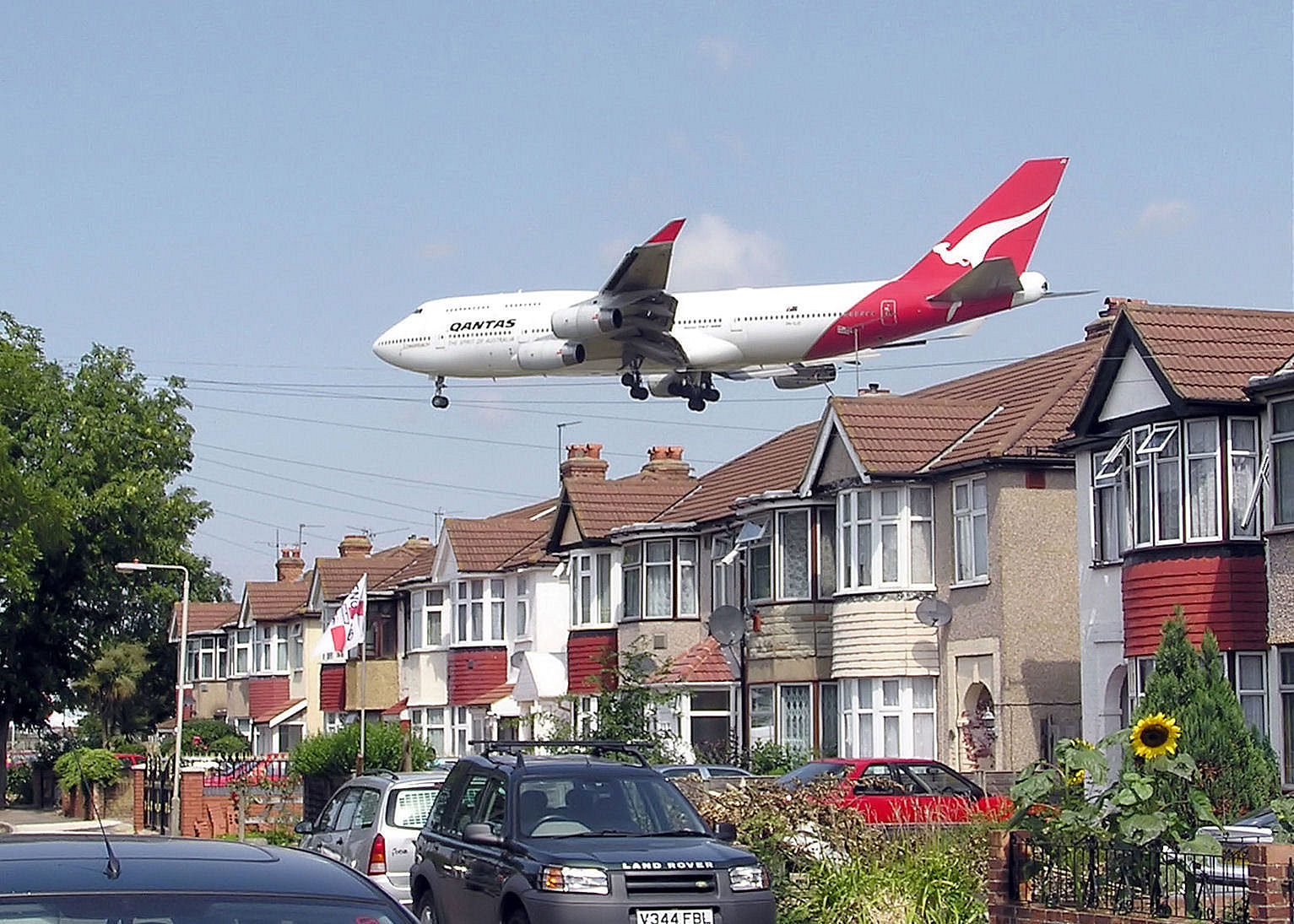
Một chiếc Boeing 747-400 hãng Qantas Airways bay sát trên ngôi nhà trước khi hạ cánh tại Sân bay Heathrow London.

Ô nhiễm tiếng ồn (Tiếng Anh: Noise pollution hoặc noise disturbance) là tiếng ồn trong môi trường vượt quá ngưỡng nhất định gây khó chịu cho người hoặc động vật. Hầu hết ở các nước, nguồn gây ô nhiễm tiếng ồn chủ yếu từ tiếng ồn ngoài trời như phương tiện giao thông, vận tải, xe có động cơ, máy bay và tàu hỏa. Tiếng ồn ngoài trời còn được nói gọn từ tiếng ồn môi trường.
Quy hoạch đô thị không tốt có thể làm phát sinh ô nhiễm tiếng ồn, vì bên cạnh các tòa nhà công nghiệp và dân cư có thể dẫn đến tình trạng ô nhiễm tiếng ồn trong khu dân cư. Những ghi chép liên quan đến tiếng ồn đô thị đã được nhắc đến từ thời Rome cổ đại.
Tiếng ồn ngoài trời có thể được gây ra bởi hoạt động của máy móc, xây dựng hay các buổi biểu diễn âm nhạc, đặc biệt là ở một số nơi làm việc. Điếc do tiếng ồn có thể bị gây ra ở bên ngoài (ví dụ như tàu hỏa) hoặc ở bên trong (ví dụ như âm nhạc).
Mức tiếng ồn cao có thể góp phần gây các bệnh tim mạch ở người như bệnh động mạch vành. Ở một số loài động vật, tiếng ồn quá mức có thể làm tăng nguy cơ tử vong bằng cách thay đổi vật ăn thịt, cản trở việc phát hiện con mồi, khó khăn trong việc sinh sản và có thể gây ra mất thính lực vĩnh viễn.

### Con người

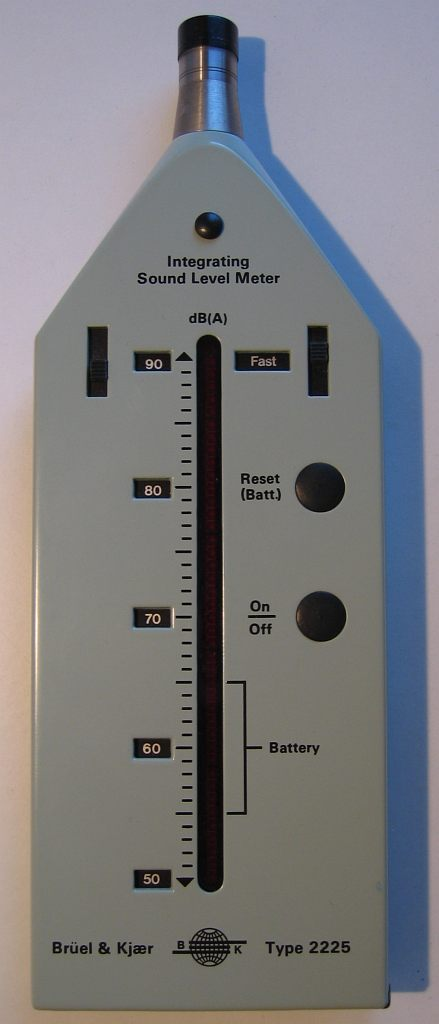
Một mét mức độ âm thanh, công cụ cơ bản trong việc đo lường âm thanh.

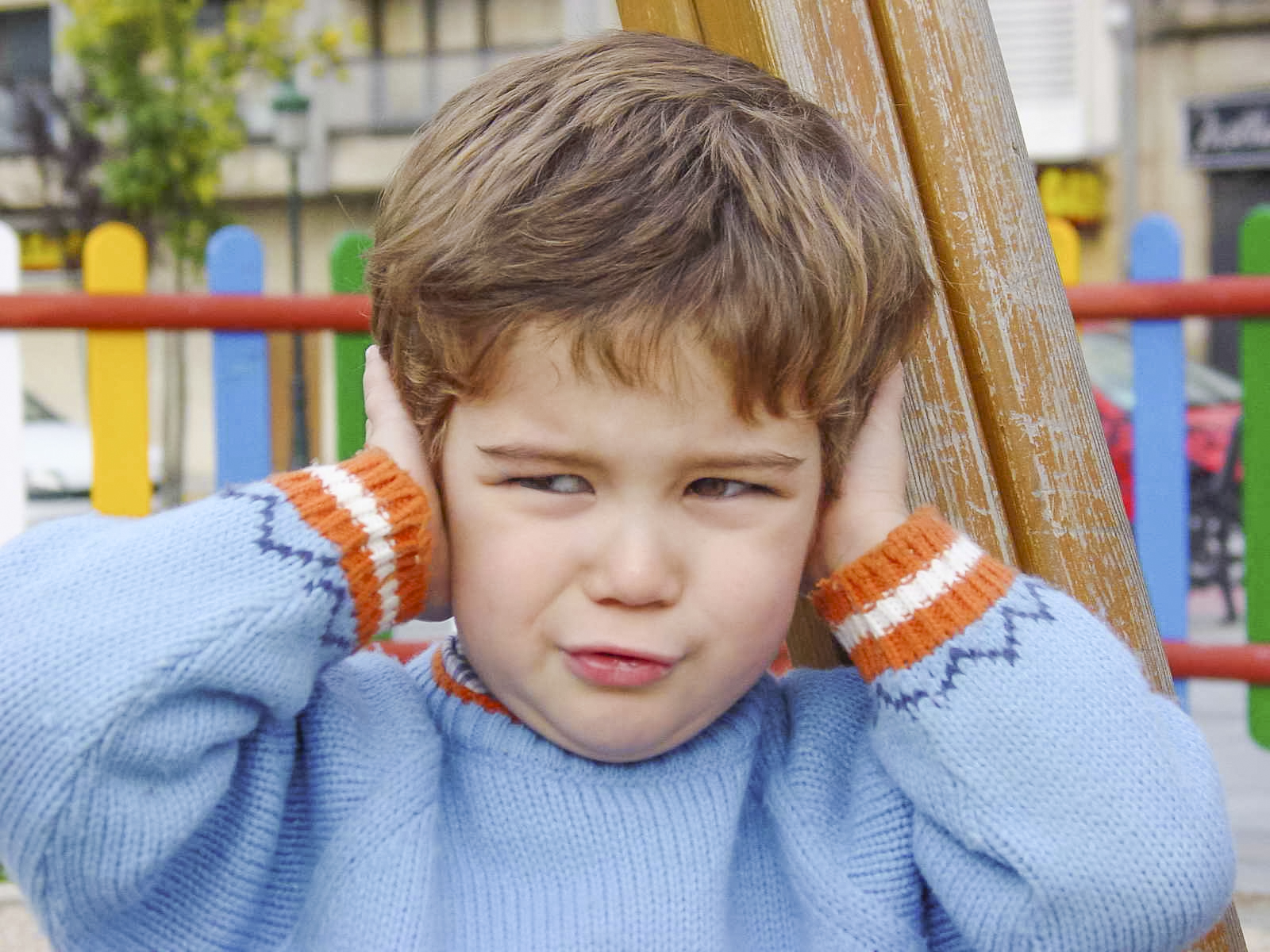
Phản ứng lại tiếng ồn của một cậu bé

## Giảm thiểu tiếng ồn

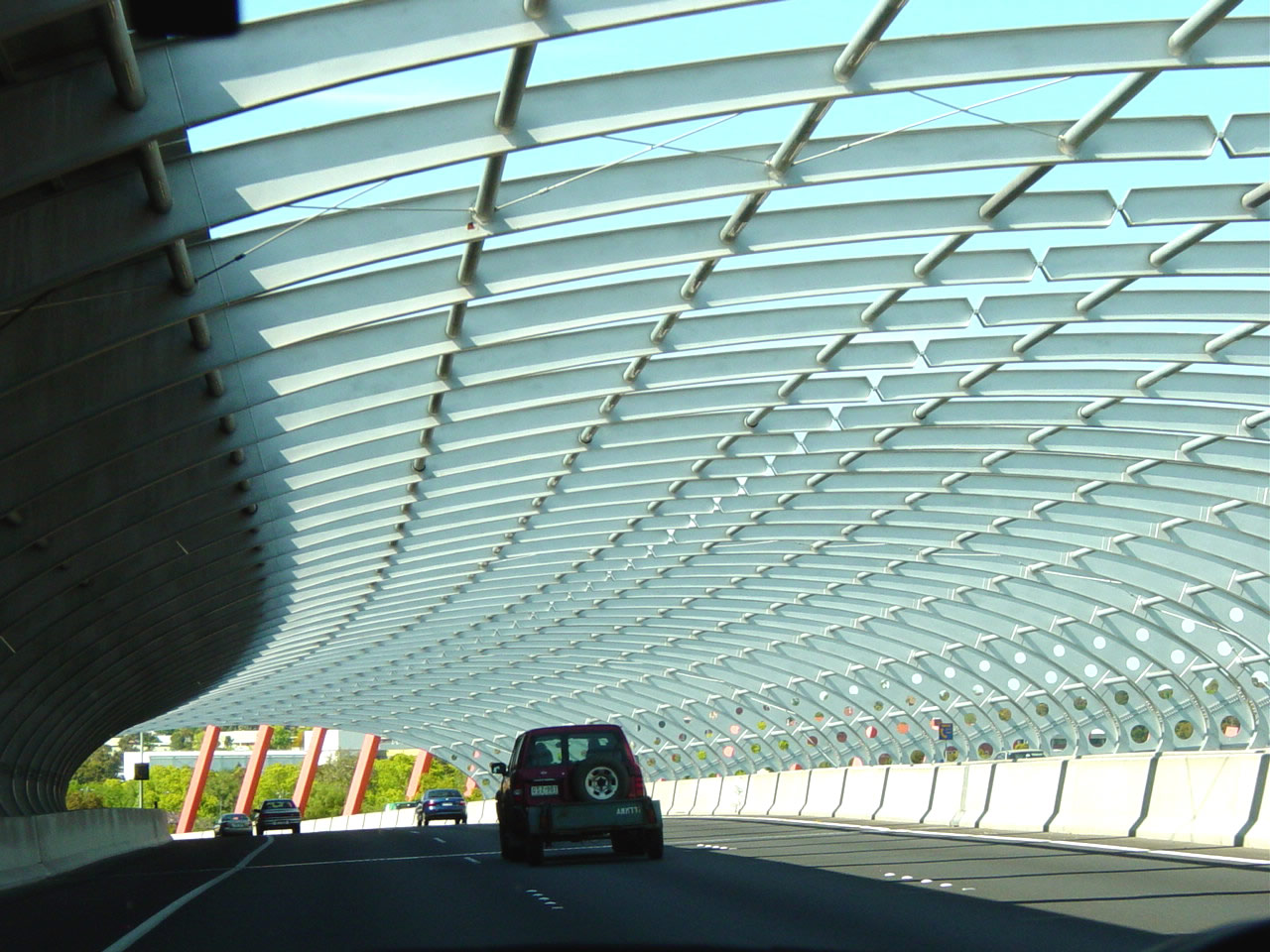
Các ống cách âm ở Melbourne, Australia được thiết kế để giảm tiếng ồn đường mà không làm mất đi tính thẩm mỹ

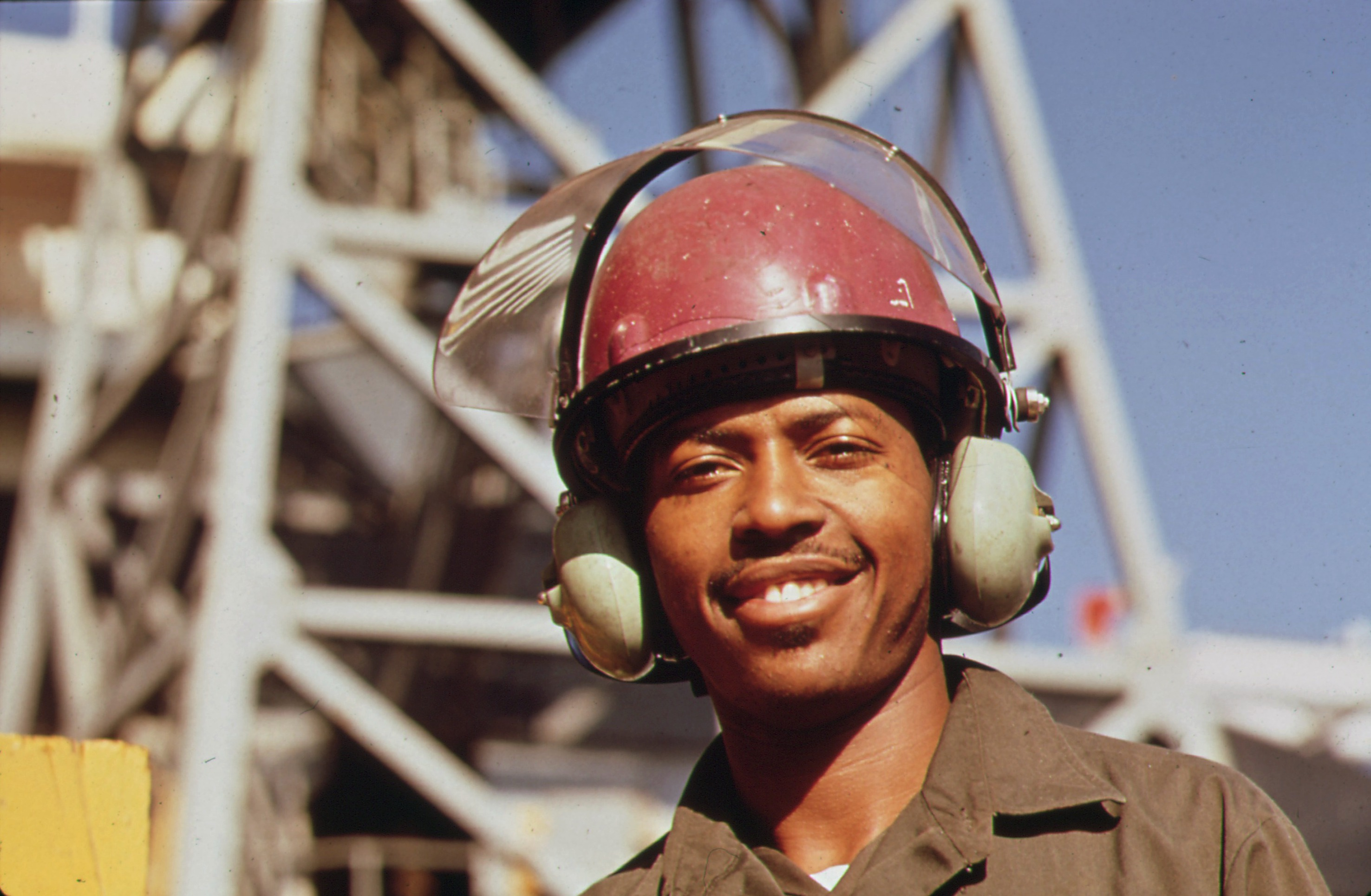
Một người đàn ông đeo bịt tai bảo vệ để chống lại ô nhiễm tiếng ồn năm 1973.